# Racomitrium durum
Racomitrium durum là một loài Rêu trong họ Grimmiaceae. Loài này được (Müll. Hal. ex Broth.) Paris mô tả khoa học đầu tiên năm 1898.